# Eustachy Wilhelm Grothus
Eustachy Wilhelm (Wilhelm Eustachy) Grotthus herbu własnego (zm. w 1708 roku) – kasztelan żmudzki w latach 1685-1708, surogator grodzki żmudzki w latach 1678-1679, ciwun użwencki w latach 167-1685, podstoli żmudzki w latach 1670-1680.
Jako poseł na sejm konwokacyjny 1674 roku z Księstwa Żmudzkiego był członkiem konfederacji generalnej zawiązanej 15 stycznia 1674 roku na tym sejmie. Elektor Jana III Sobieskiego z Księstwa Żmudzkiego w 1674 roku. Po zerwanym sejmie konwokacyjnym 1696 roku przystąpił 28 września 1696 roku do konfederacji generalnej. Był elektorem Augusta II Mocnego z Księstwa Żmudzkiego w 1697 roku, podpisał jego pacta conventa. W styczniu 1702 roku podpisał akt pacyfikacji Wielkiego Księstwa Litewskiego.